# Science-Fiction-Filme der 1950er Jahre
Die Liste der Science-Fiction-Filme der 1950er Jahre gibt einen chronologischen Überblick über Kino- und abendfüllende TV-Produktionen, die im Zeitraum von 1950 bis 1959 in diesem Genre gedreht wurden. Bei der Nutzung ist zu beachten, dass ein Großteil der aufgeführten Filme sich mit artverwandten Genres aus dem Bereich der Phantastik wie Horror und Fantasy überschneidet, aber auch Katastrophenfilm und Komödie. Die Liste erhebt keinen Anspruch auf Vollständigkeit. Die Titel entsprechen im Fall verschiedener Benennungen dem Wikipedia-Lemma, die Namen der Regisseure der im jeweiligen Film angegebenen Form.
Bei der Einsetzung neuer Titel gilt, dass Serien bzw. Serienepisoden ihren Standort auf der  Partnerseite Liste von Science-Fiction-Serien haben. Weiterhin ist es erwünscht, dass ausschließlich Titel eingestellt werden, die innerhalb der deutschen Wikipedia über eigenständige Artikel verfügen.
Die Titelauswahl entspricht den auf der Hauptseite Liste von Science-Fiction-Filmen präsentierten Forschungsansätzen von Ronald M. Hahn und Volker Jansen (Lexikon des Science Fiction-Films) und Thomas Koebner (Filmgenres: Science Fiction). Sammelquellen wie epd Film, Filmdienst und IMDb dienen als zusätzliche Orientierungshilfe, sind den genre-basierten Fachwerken jedoch thematisch unterstellt.

## 1950
| Titel                              | Regie                 | Produktionsland    |
| ---------------------------------- | --------------------- | ------------------ |
| Atom Man vs. Superman              | Spencer Gordon Bennet | Vereinigte Staaten |
| Endstation Mond Destination Moon   | Irving Pichel         | Vereinigte Staaten |
| Flying Disc Man from Mars          | Fred C. Brannon       | Vereinigte Staaten |
| The Flying Saucer                  | Mikel Conrad          | Vereinigte Staaten |
| Rakete Mond startet Rocketship X M | Kurt Neumann          | Vereinigte Staaten |

## 1951
| Titel                                                                  | Regie                                  | Produktionsland        |
| ---------------------------------------------------------------------- | -------------------------------------- | ---------------------- |
| Auf Sherlock Holmes’ Spuren Abbott and Costello Meet the Invisible Man | Charles Lamont                         | Vereinigte Staaten     |
| Captain Video: Master of the Stratosphere                              | Spencer Gordon Bennet, Wallace Grissel | Vereinigte Staaten     |
| Das Ding aus einer anderen Welt The Thing from Another World           | Christian Nyby                         | Vereinigte Staaten     |
| Flight to Mars                                                         | Lesley Selander                        | Vereinigte Staaten     |
| Der jüngste Tag When Worlds Collide                                    | Rudolph Maté                           | Vereinigte Staaten     |
| Die letzten Fünf Five                                                  | Arch Oboler                            | Vereinigte Staaten     |
| Hilfe, ich bin unsichtbar!                                             | E. W. Emo                              | BR Deutschland         |
| The Man from Planet X                                                  | Edgar G. Ulmer                         | Vereinigte Staaten     |
| Der Mann im weißen Anzug The Man in the White Suit                     | Alexander Mackendrick                  | Vereinigtes Königreich |
| Superman and the Mole-Men                                              | Lee Sholem                             | Vereinigte Staaten     |
| Der Tag, an dem die Erde stillstand The Day the Earth Stood Still      | Robert Wise                            | Vereinigte Staaten     |

## 1952
| Titel                                      | Regie                 | Produktionsland        |
| ------------------------------------------ | --------------------- | ---------------------- |
| 1. April 2000                              | Wolfgang Liebeneiner  | Österreich             |
| Alraune                                    | Arthur Maria Rabenalt | BR Deutschland         |
| Invasion gegen USA Invasion U.S.A.         | Alfred E. Green       | Vereinigte Staaten     |
| Liebling, ich werde jünger Monkey Business | Howard Hawks          | Vereinigte Staaten     |
| Mother Riley Meets the Vampire             | John Gilling          | Vereinigtes Königreich |
| Radar Men from the Moon                    | Fred C. Brannon       | Vereinigte Staaten     |
| Der unbekannte Feind The Sound Barrier     | David Lean            | Vereinigtes Königreich |
| Zombies of the Stratosphere                | Fred C. Brannon       | Vereinigte Staaten     |

## 1953
| Titel                                              | Regie                                          | Produktionsland        |
| -------------------------------------------------- | ---------------------------------------------- | ---------------------- |
| Abbott and Costello Go to Mars                     | Charles Lamont                                 | Vereinigte Staaten     |
| Canadian Mounties vs. Atomic Invaders              | Franklin Adreon                                | Vereinigte Staaten     |
| Commando Cody: Sky Marshal of the Universe         | Harry Keller, Franklin Adreon, Fred C. Brannon | Vereinigte Staaten     |
| Cat-Women of the Moon                              | Arthur Hilton                                  | Vereinigte Staaten     |
| Donovans Hirn Donovan’s Brain                      | Felix E. Feist                                 | Vereinigte Staaten     |
| Dr. Jenkins unheimliche Nächte The Neanderthal Man | Ewald André Dupont                             | Vereinigte Staaten     |
| Gefahr aus dem Weltall It Came from Outer Space    | Jack Arnold                                    | Vereinigte Staaten     |
| Invasion vom Mars Invaders from Mars               | William Cameron Menzies                        | Vereinigte Staaten     |
| Kampf der Welten The War of the Worlds             | Byron Haskin                                   | Vereinigte Staaten     |
| Der König der Raketenmänner King of the Rocket Men | Fred C. Brannon                                | Vereinigte Staaten     |
| The Lost Planet                                    | Spencer Gordon Bennet                          | Vereinigte Staaten     |
| The Net                                            | Anthony Asquith                                | Vereinigtes Königreich |
| Panik in New York The Beast from 20,000 Fathoms    | Eugène Lourié                                  | Vereinigte Staaten     |
| Project Moonbase                                   | Richard Telmadge                               | Vereinigte Staaten     |
| Robot Monster                                      | Phil Tucker                                    | Vereinigte Staaten     |

## 1954
| Titel                                                     | Regie                     | Produktionsland                             |
| --------------------------------------------------------- | ------------------------- | ------------------------------------------- |
| 20.000 Meilen unter dem Meer 20,000 Leagues Under the Sea | Richard Fleischer         | Vereinigte Staaten                          |
| Aufstand der Tiere Animal Farm                            | John Halas, Joy Batchelor | Vereinigtes Königreich                      |
| Devil Girl from Mars                                      | David MacDonald           | Vereinigtes Königreich                      |
| Formicula Them!                                           | Gordon Douglas            | Vereinigte Staaten                          |
| Godzilla ゴジラ                                           | Ishirō Honda              | Japan                                       |
| Der Schrecken vom Amazonas Creature from the Black Lagoon | Jack Arnold               | Vereinigte Staaten                          |
| Monster from the Ocean Floor                              | Wyott Ordung              | Vereinigte Staaten                          |
| Stranger from Venus                                       | Burt Balaban              | Vereinigtes Königreich / Vereinigte Staaten |
| Target Earth                                              | Herman Cohen              | Vereinigte Staaten                          |
| Tobor the Great                                           | Lee Sholem                | Vereinigte Staaten                          |

## 1955
| Titel                                                 | Regie                    | Produktionsland        |
| ----------------------------------------------------- | ------------------------ | ---------------------- |
| Die Eroberung des Weltalls Conquest of Space          | Byron Haskin             | Vereinigte Staaten     |
| Das Geheimnis zweier Ozeane ორი ოკეანის საიდუმლოება   | Konstantin Pipinaschwili | Sowjetunion            |
| Godzilla kehrt zurück ゴジラの逆襲                    | Motoyoshi Oda            | Japan                  |
| Das Grauen aus der Tiefe It Came from Beneath the Sea | Robert Gordon            | Vereinigte Staaten     |
| Jūjin Yuki Otoko                                      | Ishirô Honda             | Japan                  |
| Die letzten Sieben Day the World Ended                | Roger Corman             | Vereinigte Staaten     |
| Metaluna IV antwortet nicht This Island Earth         | Joseph M. Newman         | Vereinigte Staaten     |
| Die Rache des Ungeheuers Revenge of the Creature      | Jack Arnold              | Vereinigte Staaten     |
| Die Rache des Würgers Bride of the Monster            | Ed Wood                  | Vereinigte Staaten     |
| Rattennest Kiss Me Deadly                             | Robert Aldrich           | Vereinigte Staaten     |
| Reise in die Urzeit Cesta do pravěku                  | Karel Zeman              | Tschechoslowakei       |
| Schock The Quatermass Xperiment                       | Val Guest                | Vereinigtes Königreich |
| Tarantula                                             | Jack Arnold              | Vereinigte Staaten     |
| Uçan Daireler İstanbul’da                             | Orhan Ercin              | Türkei                 |

## 1956
| Titel                                                         | Regie                            | Produktionsland             |
| ------------------------------------------------------------- | -------------------------------- | --------------------------- |
| 1984                                                          | Michael Anderson                 | Vereinigtes Königreich      |
| Alarm im Weltall Forbidden Planet                             | Fred M. Wilcox                   | Vereinigte Staaten          |
| Die Dämonischen Invasion of the Body Snatchers                | Don Siegel                       | Vereinigte Staaten          |
| Fliegende Untertassen greifen an Earth vs. the Flying Saucers | Fred F. Sears                    | Vereinigte Staaten          |
| Die fliegenden Monster von Osaka 空の大怪獣ラドン             | Ishirô Honda                     | Japan                       |
| Der Fluch vom Monte Bravo The Beast of Hollow Mountain        | Edward Nassour, Ismael Rodríguez | Vereinigte Staaten / Mexiko |
| Geheimnis der ewigen Nacht Тайна вечной ночи                  | Dmitri Iwanowitsch Wassiljew     | Sowjetunion                 |
| It Conquered the World                                        | Roger Corman                     | Vereinigte Staaten          |
| Planet des Grauens World Without End                          | Edward Bernds                    | Vereinigte Staaten          |
| Platillos Voladores                                           | Julián Soler                     | Mexiko                      |
| Die Schreckenskammer des Dr. Thosti The Black Sleep           | Reginald Le Borg                 | Vereinigte Staaten          |
| Supersonic Saucer                                             | Guy Ferguson                     | Vereinigtes Königreich      |
| The Gamma People                                              | John Gilling                     | Vereinigtes Königreich      |
| XX unbekannt X: the Unknown                                   | Leslie Norman                    | Vereinigtes Königreich      |

## 1957
| Titel                                                                  | Regie             | Produktionsland        |
| ---------------------------------------------------------------------- | ----------------- | ---------------------- |
| Angriff der Riesenkralle The Giant Claw                                | Fred F. Sears     | Vereinigte Staaten     |
| Beginning of the End                                                   | Bert I. Gordon    | Vereinigte Staaten     |
| Die Bestie aus dem Weltenraum 20 Million Miles to Earth                | Nathan Juran      | Vereinigte Staaten     |
| Feinde aus dem Nichts Quatermass 2                                     | Val Guest         | Vereinigtes Königreich |
| Der Flug zur Hölle The Land Unknown                                    | Virgil W. Vogel   | Vereinigte Staaten     |
| Der Fluch der aztekischen Mumie La maldición de la momia azteca        | Rafael Portillo   | Mexiko                 |
| Frankensteins Fluch The Curse of Frankenstein                          | Terence Fisher    | Vereinigtes Königreich |
| Das Geheimnis des steinernen Monsters The Monolith Monsters            | John Sherwood     | Vereinigte Staaten     |
| Gesandter des Grauens Not of This Earth                                | Roger Corman      | Vereinigte Staaten     |
| Invasion of the Saucer Men                                             | Edward L. Cahn    | Vereinigte Staaten     |
| Der Koloß The Amazing Colossal Man                                     | Bert I. Gordon    | Vereinigte Staaten     |
| Kronos                                                                 | Kurt Neumann      | Vereinigte Staaten     |
| The Night the World Exploded                                           | Fred F. Sears     | Vereinigte Staaten     |
| SOS Raumschiff The Invisible Boy                                       | Herman Hoffman    | Vereinigte Staaten     |
| The Story of Mankind                                                   | Irwin Allen       | Vereinigte Staaten     |
| Der Tod hat schwarze Krallen I Was s Teenage Werewolf                  | Gene Fowler Jr.   | Vereinigte Staaten     |
| Die unglaubliche Geschichte des Mister C. The Incredible Shrinking Man | Jack Arnold       | Vereinigte Staaten     |
| Der Weg zu den Sternen Дорога к звёздам                                | Pawel Kluschanzew | Sowjetunion            |
| Weltraumbestien 地球防衛軍                                             | Ishirô Honda      | Japan                  |
| Yeti, der Schneemensch The Abominable Snowman                          | Val Guest         | Vereinigtes Königreich |

## 1958
| Titel                                                                               | Regie                 | Produktionsland        |
| ----------------------------------------------------------------------------------- | --------------------- | ---------------------- |
| Attack of the 50 Foot Woman                                                         | Nathan Juran          | Vereinigte Staaten     |
| Die Azteken-Mumie gegen den Menschen-Roboter La momia azteca contra el robot humano | Rafael Portillo       | Mexiko                 |
| Bestie des Grauens Missile to the Moon                                              | Richard E. Cunha      | Vereinigte Staaten     |
| Blob – Schrecken ohne Namen The Blob                                                | Irvin S. Yeaworth Jr. | Vereinigte Staaten     |
| Der Dämon mit den blutigen Händen Blood of the Vampire                              | Henry Cass            | Vereinigtes Königreich |
| Die Erfindung des Verderbens Vynález zkázy                                          | Karel Zeman           | Tschechoslowakei       |
| Die Fliege The Fly                                                                  | Kurt Neumann          | Vereinigte Staaten     |
| Frankensteins Rache The Revenge of Frankenstein                                     | Terence Fisher        | Vereinigtes Königreich |
| Das Grauen schleicht durch Tokio 美女と液体人間                                     | Ishirō Honda          | Japan                  |
| Die Hexenküche des Dr. Rambow Frankenstein 1970                                     | Howard W. Koch        | Vereinigte Staaten     |
| I Married a Monster from Outer Space                                                | Gene Fowler junior    | Vereinigte Staaten     |
| In den Klauen des Giganten Giant from the Unknown                                   | Richard E. Cunha      | Vereinigte Staaten     |
| In den Krallen der Venus Queen of Outer Space                                       | Edward Bernds         | Vereinigte Staaten     |
| It! The Terror from Beyond Space                                                    | Edward L. Cahn        | Vereinigte Staaten     |
| La morte viene dallo spazio                                                         | Paolo Heusch          | Italien                |
| Die Rache der schwarzen Spinne Earth vs.the Spider                                  | Bert I. Gordon        | Vereinigte Staaten     |
| Das rote Telefon... Alarm! The Lost Missile                                         | William Berke         | Vereinigte Staaten     |
| Des Satans Satellit Satan’s Satellites                                              | Fred C. Brannon       | Vereinigte Staaten     |
| Der Schrecken schleicht durch die Nacht Monster on the Campus                       | Jack Arnold           | Vereinigte Staaten     |
| She Demons                                                                          | Richard E. Cunha      | Vereinigte Staaten     |
| Terror from the Year 5000                                                           | Robert J. Gurney Jr.  | Vereinigte Staaten     |
| Die Teufelswolke von Monteville The Trollenberg Terror                              | Quentin Lawrence      | Vereinigtes Königreich |
| Ungeheuer ohne Gesicht Fiend Without a Face                                         | Arthur Crabtree       | Vereinigtes Königreich |
| Varan – Das Monster aus der Urzeit 大怪獣バラン                                     | Ishirô Honda          | Japan                  |
| Von der Erde zum Mond From the Earth to the Moon                                    | Byron Haskin          | Vereinigte Staaten     |

## 1959
| Titel                                                                 | Regie                             | Produktionsland                             |
| --------------------------------------------------------------------- | --------------------------------- | ------------------------------------------- |
| Auf U-17 ist die Hölle los The Atomic Submarine                       | Spencer Gordon Bennet             | Vereinigte Staaten                          |
| The Cosmic Man                                                        | Herbert S. Greene                 | Vereinigte Staaten                          |
| Der Himmel ruft Небо Зовёт                                            | Alexander Kosyr, Michail Karjukow | Sowjetunion                                 |
| Das letzte Ufer On the Beach                                          | Stanley Kramer                    | Vereinigte Staaten                          |
| Die Maus, die brüllte The Mouse That Roared                           | Jack Arnold                       | Vereinigtes Königreich                      |
| Die Nacht der unheimlichen Bestien The Killer Shrews                  | Ray Kellogg                       | Vereinigte Staaten                          |
| Die Nackte und der Satan                                              | Victor Trivas                     | BR Deutschland                              |
| Plan 9 aus dem Weltall Plan 9 from Outer Space                        | Ed Wood                           | Vereinigte Staaten                          |
| Rakete 510 First Man into Space                                       | John Croydon                      | Vereinigtes Königreich                      |
| Die Reise zum Mittelpunkt der Erde Journey to the Center of the Earth | Henry Levin                       | Vereinigte Staaten                          |
| Schrei, wenn der Tingler kommt The Tingler                            | William Castle                    | Vereinigte Staaten                          |
| Das Testament des Dr. Cordelier Le testament du Docteur Cordelier     | Jean Renoir                       | Frankreich                                  |
| Den Tod überlistet The Man Who Could Cheat Death                      | Terence Fisher                    | Vereinigtes Königreich                      |
| Das Ungeheuer von Loch Ness The Giant Behemoth                        | Eugène Lourié, Douglas Hickox     | Vereinigtes Königreich / Vereinigte Staaten |
| Weltraumschiff MR-1 gibt keine Antwort The Angry Red Planet           | Ib Melchior                       | Vereinigte Staaten                          |
| Die Wespenfrau The Wasp Woman                                         | Roger Corman                      | Vereinigte Staaten                          |